# 黒池
黒池（くろいけ）は、富山県南砺市に位置する池。アクセスの困難さから幻の池と言われている。

## 概要
黒池は山の尾根上に位置している
。池につながる登山道がなく、アクセスには藪漕ぎが必要となる。
1992（平成4）年の調査では、日本の分布南限のメススジゲンゴロウが発見された。